# Callistopteris apiifolia
Espèce
Répartition géographique
Callistopteris apiifolia est une espèce de fougères de la famille des Hyménophyllacées.
Nom chinois : 毛桿蕨

## Description
Cette fougère possède un court rhizome, assez épais et avec une épaisse pilosité. Les racines sont présentes, nombreuses et robustes.
La fronde est longue de 20 à 40 centimètres dont plus de la moitié de la longueur forme le pétiole qui est couvert d'une pilosité abondante. Elle peut atteindre 18 centimètres de large.
Le limbe, ovale-lancéolé, glabre, est divisé quatre fois, sa couleur est d'un vert profond.
Les sores, paratactiques aux nervures de la feuille, très menus, sont entourés d'une indusie tubulaire campanulée. La columelle est près de deux fois la longueur de l'indusie.
Cette espèce, comme celles du genre, compte 36 paires de chromosomes.

## Distribution et habitat
Cette espèce se trouve au Sud de l'Asie tropicale : Cambodge, Chine (Guangdong, Hainan, Taïwan), Nouvelle-Guinée, Indonésie (Bornéo, Java, Sumatra), sud du Japon, Laos, Malaisie, Philippines, Samoa, Thaïlande, Vanuatu, Viêt Nam.
Elle est plutôt épiphyte (sur le tronc des arbres).

## Historique et position taxinomique
En 1843, cette fougère est décrite deux fois par Karel Bořivoj Presl à partir de deux exemplaires collectés par Hugh Cuming en provenance des Philippines (Luzon) qu'il place tous les deux dans le genre Trichomanes : Trichomanes apiifolium C.Presl pour l'exemplaire complet mais pas dans son plein développement, Trichomanes eminens C.Presl pour un exemplaire incomplet (sans rhizome) mais en plein développement.
En 1846, Gustav Kunze la redécrit sous le nom de Trichomanes myrioplasium à partir d'un exemplaire de Java de l'herbier de Zollinger.
En 1933, dans sa large contribution sur le genre Trichomanes, Edwin Bingham Copeland en établit une complète description : il établit les synonymies avec Trichomanes eminens, Trichomanes myrioplasium mais aussi une synonymie avec Trichomanes meifolium Blume non Bory décrit par Carl Ludwig Blume dans Enumeratio Plantarum Javae et insularum adjacentium, volume 2 p. 227 : si ce n'avait été un homonyme issu d'une confusion, cette description serait celle du basionyme.
En 1938, toujours Edwin Bingham Copeland la transfère dans le genre Callistopteris, son genre actuel : Callistopteris apiifolia (C.Presl) Copel..
En 1968, Conrad Vernon Morton la place dans la section Callistopteris du sous-genre Pachychaetum du genre Trichomanes.
En 1984, Kunio Iwatsuki déplace cette espèce dans le genre Cephalomanes : Cephalomanes apiifolium (C.Presl) K.Iwats..
Enfin, en 2006, Atsushi Ebihara et Kunio Iwatsuki confirment le placement par Edwin Bingham Copeland dans le genre Callistopteris.
Elle compte donc deux synonymes liés aux révisions de la famille des Hymenophyllacées :
- Cephalomanes apiifolium (C.Presl) K.Iwats.
- Trichomanes apiifolium C.Presl

Elle compte aussi trois autres synonymes :
- Trichomanes eminens C.Presl
- Trichomanes meifolium Blume - non Bory
- Trichomanes myrioplasium Kunze